# Andreas Eikenroth

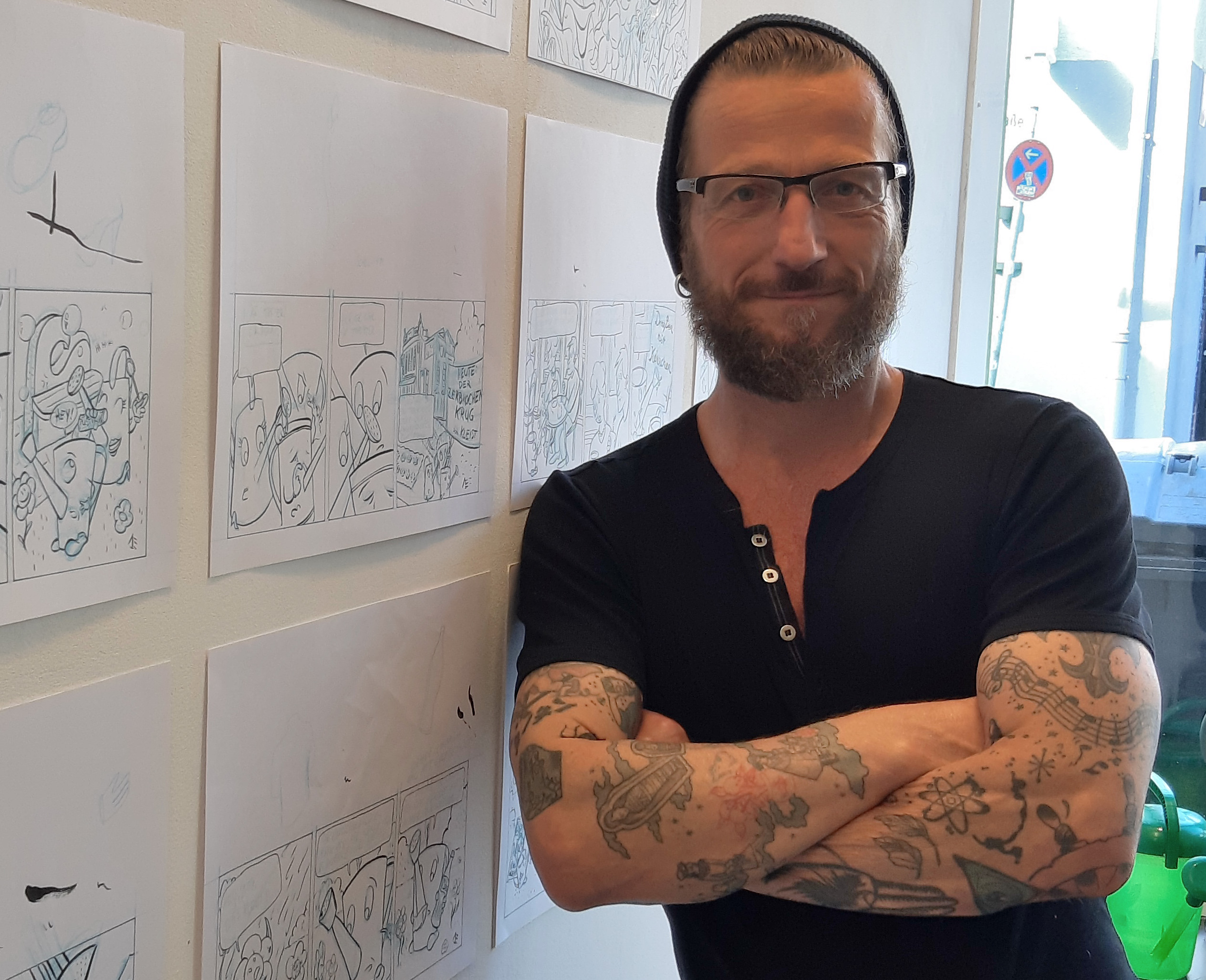
Andreas Eikenroth

Andreas Eikenroth (* 6. Januar 1966 in Gießen) ist ein deutscher Comiczeichner und Illustrator.

## Werdegang
Andreas Eikenroth hat in Gießen 1993 das Comicgratismagazin the Kainsmal mitgegründet und war später mit Sarah Burrini, Ans de Bruin und Frank Plein ein Teil des Zeichnerkollektivs „Pony X Press“. Nach diversen Veröffentlichungen im Eigenverlag brachte der Verlag Edition 52 im Jahr 2013 seine Graphic Novel Die Schönheit des Scheiterns heraus, wofür er im Folgejahr mit dem ICOM Independent Comic Preis für das beste Szenario ausgezeichnet wurde. Ebenfalls bei Edition 52 erschienen 2015 der Folgeband Hummel mit Wodka und 2019 die Comicadaptionen von Georg Büchners Woyzeck, Dantons Tod  und der Novelle Lenz.
Zudem schreibt und zeichnet er für den Gießener Anzeiger, Mare und The Heritage Post.

## Veröffentlichungen (Auswahl)
- 1998: Chez Kiosk – Rum und Ehre des Proletariats
- 2001: Soviel Warum
- 2007: Tage wie Blei[3]
- 2013: Die Schönheit des Scheiterns[4]

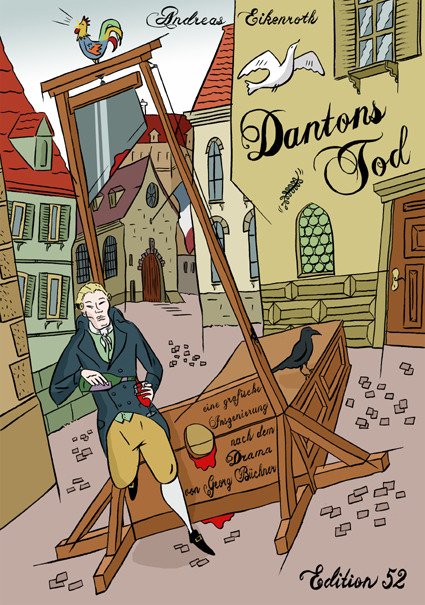
Cover Dantons Tod

- 2015: Hummel mit Wodka[5]
- 2019: Woyzeck[6][7]
- 2021: Lenz[8][9][10]
- Cover Dantons Tod2023. Dantons Tod

## Weitere Projekte
Eikenroth hat gemeinsam mit Katrina Friese die Wanderbücher Warte, ich komme mit 1 -3 beim Verlag „Kartenhaus“
und das Stadtbuch „Latscho Gießen“ beim Verlag Edition Limosa veröffentlicht.
Beim Wartberg-Verlag erschien 2023 sein Buch „Razzia, Rock und Rambazamba – Gießener Kneipengeschichten“.
Zudem ist er Sänger der maritimen Kapelle „Fern der Heimat“ und der Skapolkaband „Zagreb Titan“.